# Groupe C des éliminatoires de la Coupe d'Afrique des nations de football 2023
Navigation
Groupe B Groupe D
Le groupe C des éliminatoires de la Coupe d'Afrique des nations de football 2023 est une compétition qualificative pour la phase finale de la Coupe d'Afrique des nations de football 2023, qui se déroule en janvier et février 2024 en Côte d'Ivoire.

## Tirage au sort
Le tirage au sort a eu lieu le 19 avril 2022 au Caire. Les têtes de série sont désignées via un classement CAF (construit d'après les résultats lors des dernières CAN).
Le tirage au sort désigne les équipes suivantes dans le groupe C. Les quarante-huit équipes sont réparties en douze dans quatre chapeaux :
- Chapeau 1 :  Cameroun (6e du classement CAF)
- Chapeau 2 :  Kenya (23e du classement CAF), disqualifié
- Chapeau 3 :  Namibie (25e du classement CAF)
- Chapeau 4 :  Burundi (41e du classement CAF)

## Classement
- Qualification pour la CAN 2023
- Disqualification

| Rang | Équipe   | Pts | J | G | N | P | Bp | Bc | Diff |  | Résultats (▼ dom., ► ext.) |      |      |      |      |
| ---- | -------- | --- | - | - | - | - | -- | -- | ---- |  | -------------------------- | ---- | ---- | ---- | ---- |
| 1    | Cameroun | 7   | 4 | 2 | 1 | 1 | 6  | 3  | +3   |  | Cameroun                   |      | 1-1  | 3-0  | Ann. |
| 2    | Namibie  | 5   | 4 | 1 | 2 | 1 | 6  | 6  | 0    |  | Namibie                    | 2-1  |      | 1-1  | Ann. |
| 3    | Burundi  | 4   | 4 | 1 | 1 | 2 | 4  | 7  | -3   |  | Burundi                    | 0-1  | 3-2  |      | Ann. |
| 4    | Kenya    | 0   | 0 | 0 | 0 | 0 | 0  | 0  | 0    |  | Kenya                      | Ann. | Ann. | Ann. |      |

## Résultats
| 1re journée             | Namibie             | 1 - 1   | Burundi                             | Orlando Stadium, Johannesbourg |                              |
| 4 juin 2022 15:00 UTC+2 | Shalulile 10e       | (1 - 0) | 88e Bimenyimana                     | Arbitrage : Thulani Sibandze   | Arbitrage : Thulani Sibandze |
| 4 juin 2022 15:00 UTC+2 | Charles Hambira 61e | Rapport | 90+4e Amissi · 46e, 89e Bimenyimana | Arbitrage : Thulani Sibandze   | Arbitrage : Thulani Sibandze |

| 2e journée              | Burundi | 0 - 1   | Cameroun        | Benjamin Mkapa National Stadium, Dar es Salam |                                   |
| 8 juin 2022 16:00 UTC+3 |         | (0 - 1) | 30e Toko-Ekambi | Arbitrage : Souleiman Ahmed Djama             | Arbitrage : Souleiman Ahmed Djama |
| 8 juin 2022 16:00 UTC+3 |         | Rapport | 63e Toko-Ekambi | Arbitrage : Souleiman Ahmed Djama             | Arbitrage : Souleiman Ahmed Djama |

| 3e journée               | Cameroun        | 1 - 1   | Namibie                                                    | Stade Ahmadou-Ahidjo, Yaoundé |                            |
| 24 mars 2023 21:30 UTC+1 | Kemen 72e       | (0 - 1) | 26e Shalulile                                              | Arbitrage : Redouane Jiyed    | Arbitrage : Redouane Jiyed |
| 24 mars 2023 21:30 UTC+1 | Castelletto 62e | Rapport | 25e Fredericks · 45+4e Iimbondi · 75e Hoaseb · 89e Kazapua | Arbitrage : Redouane Jiyed    | Arbitrage : Redouane Jiyed |

| 4e journée               | Namibie                      | 2 - 1   | Cameroun        | Dobsonville Stadium, Johannesbourg |                              |
| 28 mars 2023 15:00 UTC+2 | Shalulile 55e · Iimbondi 79e | (0 - 0) | 90+1e Aboubakar | Arbitrage : Patrice Milazare       | Arbitrage : Patrice Milazare |
| 28 mars 2023 15:00 UTC+2 | Katua 29e · Kazapua 86e      | Rapport |                 | Arbitrage : Patrice Milazare       | Arbitrage : Patrice Milazare |

| 5e journée               | Burundi                                       | 3 - 2   | Namibie                       | Benjamin Mkapa National Stadium, Dar es Salam |                           |
| 20 juin 2023 16:00 UTC+2 | Bigirimana 1re · Bimenyimana 9e · Shabani 19e | (3 - 1) | 41e Shalulile · 85e Rudath    | Arbitrage : Boubou Traoré                     | Arbitrage : Boubou Traoré |
| 20 juin 2023 16:00 UTC+2 |                                               | Rapport | 37e Fredericks · 66e Amutenya | Arbitrage : Boubou Traoré                     | Arbitrage : Boubou Traoré |

| 6e journée                    | Cameroun                                | 3 - 0   | Burundi | Stade Roumdé Adjia, Garoua |                          |
| 12 septembre 2023 20:00 UTC+1 | Mbeumo 46e · Wooh 59e · Aboubakar 90+3e | (0 - 0) |         | Arbitrage : Abongile Tom   | Arbitrage : Abongile Tom |
| 12 septembre 2023 20:00 UTC+1 | Rapport                                 |         |         | Arbitrage : Abongile Tom   | Arbitrage : Abongile Tom |

## Statistiques

### Meilleurs buteurs
4 buts
- Peter Shalulile

2 buts
- Bonfils-Caleb Bimenyimana
- Vincent Aboubakar

1 but
- Abedi Bigirimana
- Hussein Shabani
- Olivier Kemen
- Bryan Mbeumo
- Karl Toko-Ekambi
- Christopher Wooh
- Absalom Iimbondi
- Wendell Rudath